# Lebeckia parvifolia
Lebeckia parvifolia är en ärtväxtart som först beskrevs av Schinz, och fick sitt nu gällande namn av Hermann August Theodor Harms. Lebeckia parvifolia ingår i släktet Lebeckia och familjen ärtväxter. Inga underarter finns listade i Catalogue of Life.